# Classificatie van wijn
De classificatie van wijn wordt beschreven in wetten en normen van individuele wijnlanden om hun wijn ten behoeve van de consument bepaalde garanties te bieden.
Een geklasseerde wijn voldoet aan zekere wijnbouw-technische eigenschappen. Belangrijke criteria zijn onder andere de herkomstbenaming, gebruikte druivenras, opbrengst per hectare en alcoholgehalte. De classificatie wordt opgebouwd in meerdere kwaliteitstrappen
Een hogere kwalificatienorm is geen garantie voor een “betere” wijn zonder meer, in de zin van smaakbeleving of smaakwaardering. Deze komt vaak pas tot uiting na een proeverij middels een wijnbeoordelingssysteem.
In alle wijnlanden van de wereld zijn er wijnboeren/wijnmakers die van eenvoudige druiven uit eenvoudige wijngaarden toch goede wijn kunnen maken. Een “goed wijnjaar” is ook geen garantie voor een goede wijn. De wijnboer kan hier natuurlijk wel optimaal gebruik van maken. Goede wijnmakers echter, zijn ook in staat om in minder goede wijnjaren een acceptabele wijn te produceren. Omgekeerd zijn er beroemde wijngaarden of wijnhuizen die “teren” op hun naam van weleer, maar nu de kwaliteit niet meer kunnen waarmaken.
De verschillende wijnbouwlanden hebben allen hun eigen criteria in het maken en benoemen van een wijn.
Betreft wijn uit de Europese Unie zie ook de Wijnbouwzones in Europa. Mondiaal is er veel geregeld bij de Internationale Organisatie voor Wijnbouw en Wijnbereiding.

## Criteria
- Gebruikte druivenrassen in combinatie met de grondsoort.
- Behandeling van de druivenstokken waaronder de snoeiwijze en gebruik landbouwbestrijdingsmiddelen.
- Oogstdatums en/of oogst methode.
- Vinificatie methode.
- Etikettering.
- enz., enz.

## Classificaties en herkomstbenamingen
De reeksen lopen van laagste naar hoogste kwalificatienorm.

### Canada
Canada kent nog geen officieel classificatiesysteem dat door de overheid is vastgesteld. Wel is er de VQA, de Vintners Quality Alliance die richtlijnen opstelt, maar geen verplichting is. De bedoeling is wel een landelijk systeem op te zetten.
De VQA kent twee categorieën voor kwaliteitswijn.
- Provincial Designation

In deze categorie staat dat de gebruikte druiven op de VQA-lijst moeten staan en voor 100% uit een bepaald omschreven gebied moeten komen. Verder zijn er nog een aantal eisen zoals minimaal suikergehalte van de druiven.
- Viticultural Areas

In deze categorie wordt er meer nadruk gelegd op de herkomstbenaming.

### Duitsland
De herkomst van Duitse kwaliteitswijnen is vastgelegd in het Ambtliche Prüfungnummer dat op het etiket vermeld staat.
1. Wein - Voorheen Tafelwein
2. Landwein
3. Qualitätswein. Volledig: Qualitätswein bestimmter Anbaugebiete of afgekort Q.b.A.
4. Prädikatswein - Voorheen Qualitätswein mit Prädikat
  1. Kabinett
  2. Spätlese
  3. Auslese
  4. Beerenauslese
  5. Eiswein
  6. Trockenbeerenauslese

Nieuwe toegestane termen sinds 2000,
- Classic
- Selection
- Großes Gewächs – Alleen mogelijk indien het wijnbedrijf aangesloten is bij de vereniging van wijnmakers VDP.

### Frankrijk
1. Vin de France, voorheen: Vin de table / Tafelwijn of VCC / Vin de Consumation Courante
2. IGP / Indication Géographique Protégée, voorheen: Vin de Pays / Landwijn met geografische herkomstbenaming
3. Appellation d'Origine Contrôlée (AOC), met op Europees niveau Appellation d'Origine Protégée

De aanduiding VDQS / Vin Délimité de Qualité Supérieure is sinds 31 december 2011 afgeschaft. 
AOC kan aangevuld worden met de volgende nadere kwaliteitsaanduiding: 
1. Cru Bourgeois Superieur
2. Cru Bourgeois Exceptionel
3. Cru Bourgeois
4. Grand cru of zoals in de Bordeaux,
  1. Cinquieme Cru Classé (5e van de grootste klasse)
  2. Quatrieme Cru Classé (4e van de grootste klasse)
  3. Troisieme Cru Classé (3e van de grootste klasse)
  4. Deuxieme Cru Classé (2e van de grootste klasse)
  5. Premier Cru Classé (De beste van de grootste klasse)

### Italië
1. Vino da tavola
2. Indicazione Geografica Tipica. Afgekort IGT
3. Denominazione di origine controllata. Afgekort DOC
4. Denominazione di Origine Controllata e Garantita. afgekort DOCG

### Oostenrijk
Districtus Austriae Controllatus. Afgekort DAC. Onder deze herkomst benaming vallen de kwaliteitswijnen,
1. Tafelwein
2. Landwein
3. Qualitätsweine
  1. Qualitätswein
  2. Kabinett
4. Qualitätswein mit Prädikat.
  1. Spätlese
  2. Auslese
  3. Beerenauslese
  4. Eiswein
  5. Strohwein en Schilfwein
  6. Ausbruch
  7. Trockenbeerenauslese

### Portugal
1. Vinho de mesa
2. Vinho Regional
3. Vinho de Qualidade Produzido em Região Demarcada. Afgekort VQPRD
4. Denominação de Origem Controlada. Afgekort DOC

Port kent geen classificatie-systeem. Wel kennen de wijngaarden – waarvan de druiven afkomstig zijn voor port – de Classificatie port-wijngaarden.

### Spanje
1. Vino de mesa of Vino corriente
2. Vino de la tierra
3. Denominación de Origen. Afgekort DO
4. Denominación de Origen Calificada. Afgekort DOCa

### Verenigde Staten van Amerika
American Viticultural Area. Afgekort AVA.
In de Verenigde Staten is er binnen de AVA nog geen eenduidig klassering ten aanzien van kwaliteitswijnen. De regels worden per district anders geïnterpreteerd.

### Verenigd Koninkrijk
De classificatie van "Quality Wines" worden beheerd wordt door de "English Vineyards Association"

### Zuid-Afrika
In Zuid-Afrika zijn er sinds de invoering van de wijnwet in 1973 6 wijnregio's benoemd waarvan de wijnen de erkende titel "Wine of Origen" op het etiket mogen voeren. Dit wordt ook wel afgekort tot WO aangevuld met de naam van het productiegebied.

### Zwitserland
In het Duitssprekende deel van het land,
1. Qualitätswein
2. Qualitätswein mit Prädikat
  1. Spätlese
  2. Auslese
  3. Beerenauslese

In het Kanton Wallis,
1. Kategorie III - Tafelwein
2. Kategorie II - Landwein of Frans: Vin de Pays
3. Kategorie I - AOC-wijnen waaronder ook Grand cru

## Kwaliteit in de zin van smaak
- In Italië bestaan “Vino da Tavola’s” (tafelwijnen) die afwijken van de voorgeschreven wettelijke normen. Doch qua smaakzin worden sommigen in de wijnwereld tot de grote kwaliteitswijnen gerekend.
- In de Franse Bourgogne komt het voor dat, volgens de wettelijke bepalingen, te veel gemaakte wijn van een topwijnhuis uit een bepaalde wijngaard, gedeclasseerd moest worden. Deze topwijn komt dan als een veel eenvoudiger, en dus goedkopere, wijn op de markt.
- In Duitsland komt het voor dat een goed gemaakte Kabinett een hogere smaak zintuigelijke waardering kan krijgen dan een slecht gemaakte Beerenauslese.